# زخم زاوي نسبي
في الفيزياء، يشير الزخم الزاوي النسبي (بالإنجليزية: Relativistic angular momentum)‏ إلى الصيغ الرياضية والمفاهيم الفيزيائية التي تعرف الزخم الزاوي في النسبية الخاصة والنسبية العامة. تختلف الكمية النسبية بشكل طفيف عن الكمية ثلاثية الأبعاد في الميكانيكا الكلاسيكية.
الزخم الزاوي هو كمية ديناميكية مشتقة من الموقع والزخم، وهو كمية مهمة؛ فالزخم الزاوي هو مقياس «مقدار الحركة الدائرية» لجسم ما ومقاومته للتوقف عن الدوران. أيضًا، بنفس الطريقة التي يتوافق بها حفظ الزخم مع التناظر الانتقالي، فإن حفظ الزخم الزاوي يتوافق مع التناظر الدوراني – تربط مبرهنة نويثر بين التناظر وقوانين الحفظ. في حين أن هذه المفاهيم كانت مُكتشفة في الأصل في الميكانيكا الكلاسيكية – فهي أيضًا صحيحة ومهمة في النسبية الخاصة والعامة. من ناحية الجبر التجريدي؛ تصف مجموعة لورنتز أو مجموعة بوانكريه بشكل عام ثبات الزخم الزاوي، والزخم الرباعي، والتناظرات الأخرى في الزمكان.
يُجمع بين الكميات الفيزيائية التي تظل منفصلة في الفيزياء الكلاسيكية بشكل طبيعي في النسبية الخاصة والنسبية العامة من خلال فرض مسلمات النسبية. الجدير بالذكر؛ تتحد إحداثيات المكان والزمان في الموضع الرباعي، وتتحد الطاقة والزخم في الزخم الرباعي. تعتمد مكونات هذه المتجهات الأربعة على الإطار المرجعي المستخدم، وتتغير تحت تحويلات لورنتز إلى إطارات قصورية أخرى أو الإطارات المتسارعة.
الزخم الزاوي النسبي أقل وضوحًا. التعريف الكلاسيكي للزخم الزاوي هو الضرب الاتجاهي للموضع x مع الزخم p للحصول على متجه زائف x × p، أو بدلاً من ذلك كحاصل ضرب خارجي للحصول على موتر مضاد للتماثل من الدرجة الثانية x ∧ p. ما الذي يتحد معه هذا إن وجد ما يتحد معه؟ هناك كمية متجهة أخرى لا تؤخذ بالنقاش كثيرًا – فما يعزز مركز كتلة النظام هو العزم المتغير بمرور الوقت للناقل القطبي الشامل (وليس عزم القصور الذاتي)، وهذا يتحد مع المتجه الزائف الكلاسيكي للزخم الزاوي لتشكيل موتر مضاد للتناظر من الدرجة الثانية، بنفس الطريقة تمامًا التي يتحد بها المتجه القطبي للمجال الكهربائي مع المتجه الزائف للمجال المغناطيسي لتشكيل موتر المجال الكهرومغناطيسي المضاد للتناظر. لتوزيعات الكتلة والطاقة الدوارة (مثل المدوارات والكواكب والنجوم والثقوب السوداء) بدلاً من الجسيمات النقطية، يُعبر عن موتر الزخم الزاوي بموتر الإجهاد-الطاقة للجسم الدوار.
في النسبية الخاصة وحدها، في إطار السكون لجسم دوار؛ هناك زخم زاوي داخلي مشابه لـ «اللف المغزلي» في ميكانيكا الكم وميكانيكا الكم النسبية، لكن بالنسبة لجسم ممتد بدلاً من جسيم نقطي. في ميكانيكا الكم النسبية، توجد خاصية اللف المغزلي للجسيمات الأولية وهذا يُعد مساهمة إضافية في مؤثر الزخم الزاوي المداري، مما يؤدي إلى إجمالي مؤثر موتر الزخم الزاوي. على أي حال، يمكن التعبير عن إضافة «اللف المغزلي» الجوهرية إلى الزخم الزاوي المداري لجسم ما من خلال متجه باولي-لوبانسكي الزائف.

## تعريفات

### الزخم الزاوي المداري ثلاثي الأبعاد
للمرجع والخلفية، يعطي الزخم الزاوي صيغتان متعلقتان بالأمر.
في الميكانيكا الكلاسيكية، يُعرف الزخم الزاوي المداري للجسيم مع متجه الموضع اللحظي ثلاثي الأبعاد x) = x ، y ، z) ومتجه الزخم px) = p ، py ، pz)، على أنه المتجه المحوري
{\displaystyle \mathbf {L} =\mathbf {x} \times \mathbf {p} }
الذي يضم ثلاثة مكونات يعطيها التبديل الدائري للاتجاهات الكارتيزية بشكل منظم (مثلًا تغيير x إلى y، y إلى z، z إلى x، مع التكرار)
{\displaystyle {\begin{aligned}L_{x}&=yp_{z}-zp_{y}\,,\\L_{y}&=zp_{x}-xp_{z}\,,\\L_{z}&=xp_{y}-yp_{x}\,.\end{aligned}}}
ومن التعريفات المتصلة بالموضوع هو تصور الزخم الزاوي المداري كعنصر مستوٍ. يمكن تحقيق ذلك عبر استبدال الضرب الخارجي بالضرب الاتجاهي في لغة الجبر الخارجي، ويصبح الزخم الزاوي موترًا مضاد للتناظر مضاد للتباين من الدرجة الثانية.
{\displaystyle \mathbf {L} =\mathbf {x} \wedge \mathbf {p} }
أو بكتابة x = (x1, x2, x3) = (x, y, z) ومتجه الزخم P = (P1، P2، P3) = (px، py، pz) يمكن اختصار المكونات بشكل مضغوط في تدوين مؤشر الموتر.
{\displaystyle L^{ij}=x^{i}p^{j}-x^{j}p^{i}}
حيث المؤشرات i وj تأخذ قيمًا 1، 2، 3. على الجانب الآخر، يمكن أن تُعرض المكونات كاملةً بشكل نظامي في مصفوفة 3 × 3 مضادة للتماثل:
{\displaystyle {\begin{aligned}\mathbf {L} &={\begin{pmatrix}L^{11}&L^{12}&L^{13}\\L^{21}&L^{22}&L^{23}\\L^{31}&L^{32}&L^{33}\\\end{pmatrix}}={\begin{pmatrix}0&L_{xy}&L_{xz}\\L_{yx}&0&L_{yz}\\L_{zx}&L_{zy}&0\end{pmatrix}}={\begin{pmatrix}0&L_{xy}&-L_{zx}\\-L_{xy}&0&L_{yz}\\L_{zx}&-L_{yz}&0\end{pmatrix}}\\&={\begin{pmatrix}0&xp_{y}-yp_{x}&-(zp_{x}-xp_{z})\\-(xp_{y}-yp_{x})&0&yp_{z}-zp_{y}\\zp_{x}-xp_{z}&-(yp_{z}-zp_{y})&0\end{pmatrix}}\end{aligned}}}
هذه القيمة مضافة، وفي نظام معزول، يظل الزخم الزاوي الكلي للنظام محفوظًا.

### عزم الكتلة الديناميكي
في الميكانيكا الكلاسيكية، الكمية ثلاثية الأبعاد لجسيم ما كتلته m يتحرك بسرعة u.
{\displaystyle \mathbf {N} =m\left(\mathbf {x} -t\mathbf {u} \right)=m\mathbf {x} -t\mathbf {p} }
لها أبعاد لعزم الكتلة –حاصل ضرب الطول في الكتلة. وترتبط بالسرعة النسبية الإضافية لمركز الكتلة للجسيم أو نظام الجسيمات، كما قيس في الإطار المرجعي للمختبر. لا يوجد رمز واحد ولا حتى اسم واحد لهذه الكمية. قد يدونها العلماء برموز أخرى إن فعلوا (μ مثلاً)،وقد يبتكرون أسماء أخرى، وقد يعرفوا N على أنها سالب ما يُستخدم هنا. تتميز الصيغة المذكورة بالأعلى بأنها تشبه تحويل جاليليو المعتاد للموضع، وهو بدوره التحويل الإضافي غير النسبي بين الأُطر القصورية.
هذا المتجه مضاف أيضًا: ففي نظام جسيمات، يأتي الناتج المتجه من نتيجة ما يأتي:
{\displaystyle \sum _{n}\mathbf {N} _{n}=\sum _{n}m_{n}\left(\mathbf {x} _{n}-t\mathbf {u} _{n}\right)=\left(\mathbf {x} _{\mathrm {COM} }\sum _{n}m_{n}-t\sum _{n}m_{n}\mathbf {u} _{n}\right)=M_{\mathrm {TOT} }(\mathbf {x} _{\mathrm {COM} }-\mathbf {u} _{\mathrm {COM} }t)}
حيث مركز كتلة الموضع والسرعة للنظام والكتلة الكلية هما على الترتيب
{\displaystyle \mathbf {x} _{\mathrm {COM} }={\frac {\sum _{n}m_{n}\mathbf {x} _{n}}{\sum _{n}m_{n}}}}, {\displaystyle \mathbf {u} _{\mathrm {COM} }={\frac {\sum _{n}m_{n}\mathbf {u} _{n}}{\sum _{n}m_{n}}}}, {\displaystyle M_{\mathrm {TOT} }=\sum _{n}m_{n}}.
في نظام معزول، N محفوظة في الزمن، وهو ما يُرى من خلال الاشتقاق بالنسبة للزمن. الزخم الزاوي L متجه زائف بينما N متجه (قطبي) «عادي»، وهو لهذا ثابت أثناء الدورانات.
Ntotal الناتجة لنظام متعدد الجسيمات له الصورة الفيزيائية التي تقول أيًا تكن الحركة المعقدة لكل الجسيمات، فهي تتحرك بالطريقة التي يتحرك بها مركز الكتلة في خط مستقيم. لا يعني هذا بالضرورة أن كل الجسيمات «تتبع» مركز الكتلة، ولا أن كل الجسيمات تتحرك جميعًا تقريبًا في نفس الاتجاه في نفس الوقت، فحركة كل الجسيمات مقيدة فقط بما يتعلق بمركز الكتلة.
في النسبية الخاصة إذا كان هناك جسيم يتحرك بسرعة  uبالنسبة إلى إطار المختبر، إذن
{\displaystyle E=\gamma (\mathbf {u} )m_{0}c^{2},\quad \mathbf {p} =\gamma (\mathbf {u} )m_{0}\mathbf {u} }
حيث
{\displaystyle \gamma (\mathbf {u} )={\frac {1}{\sqrt {1-{\frac {\mathbf {u} \cdot \mathbf {u} }{c^{2}}}}}}}
هو معامل لورنتز وm0 هو كتلة سكون الجسيم. يستخدم بعض الكتاب الكتلة النسبية
{\displaystyle m=\gamma (\mathbf {u} )m_{0}}
أو السرعة المحققة
{\displaystyle \mathbf {w} =\gamma (\mathbf {u} )\mathbf {u} }
ويكون عزم الكتلة النسبي الموافق باستخدام رموز m0، m، u، p، E في نفس الإطار المرجعي للمختبر
{\displaystyle \mathbf {N} =m\mathbf {x} -\mathbf {p} t={\frac {E}{c^{2}}}\mathbf {x} -\mathbf {p} t=\gamma (\mathbf {u} )m_{0}(\mathbf {x} -\mathbf {u} t)}
ويُعرّف هنا بحيث تكون المعادلة النسبية بمصطلحات الكتلة النسبية والتعريف الكلاسيكي لهما نفس الصيغ. المكونات الديكارتية هي
{\displaystyle {\begin{aligned}N_{x}=mx-p_{x}t&={\frac {E}{c^{2}}}x-p_{x}t=\gamma (u)m_{0}(x-u_{x}t)\\N_{y}=my-p_{y}t&={\frac {E}{c^{2}}}y-p_{y}t=\gamma (u)m_{0}(y-u_{y}t)\\N_{z}=mz-p_{z}t&={\frac {E}{c^{2}}}z-p_{z}t=\gamma (u)m_{0}(z-u_{z}t)\end{aligned}}}
يتجنب التعبير عن N من ناحية الطاقة-الكتلة النسبية والعزم بدلًا من كتلة السكون والسرعة عوامل لورنتز الزائدة. مع ذلك، لا يوافق بعض العلماء على الكتلة النسبية إذ أنها يمكن أن تكون كمية مضللة إذا طُبقت في معادلات معينة.